# Кашпіровський Анатолій Михайлович
Анато́лій Миха́йлович Кашпіро́вський (нар. 11 серпня 1939, Ставниця, Летичівський район, Хмельницька область) — психотерапевт, якого звинувачують у шарлатанстві, що став відомим 1989 року завдяки так званим телесеансам психотерапії. Здобув популярність у галузі альтернативної медицини.

## Біографія
Анатолій Кашпіровський народився 11 серпня 1939 року в селі Ставниця Летичівського району Хмельницької області в Україні. 1962 року закінчив Вінницький медичний інститут, після його закінчення 25 років працював психіатром у Вінницькій психіатричній лікарні ім. академіка Ющенка. У 1962—1963 роках працював лікарем Залізничної лікарні у Вінниці, у 1987 — лікарем-психотерапевтом збірної СРСР з важкої атлетики.
У 1989 році провів декілька сеансів «гіпнозу» на радянському телебаченні, де його появі посприяв майбутній функціонер ЛДПР Олексій Митрофанов. Під час двох телемостів (1988 та 1989) робив анестезію трьом пацієнткам: Любові Грабовській під час видалення пухлини молочної залози, Лесі Юршовій та Ользі Ігнатовій під час хірургічних операцій. Перший сеанс відбувся 9 жовтня на Центральному телебаченні.
1993 року вийшли у світ його монографія «Неспецифічна групова психотерапія», науковий збірник за матеріалами конференції «Психотерапевтичний феномен», авторські книги «Пробудження», «Думки на шляху до вас», «Вір у себе».
1993 року обраний депутатом Державної думи Російської Федерації від ЛДПР за 189-м Ярославським виборчим округом.
У середині 2000-х разом з міським головою Херсона Володимиром Сальдо намагався ініціювати процес будівництва сміттєпереробного заводу в місті.
Кандидат медичних наук. Майстер спорту СРСР з важкої атлетики.